# Future Aircraft Technology Enhancements
Future Aircraft Technology Enhancements (FATE – Nâng cao công nghệ máy bay tương lai) là một chương trình phát triển các công nghệ mới. Bắt đầu khởi động bởi Phòng thí nghiệm nghiên cứu không quân (AFRL) và Cơ quan các dự án nghiên cứu quốc phòng tiên tiến (DARPA). Định danh máy bay X-39 được dùng để sử dụng với FATE bởi USAF.